# Eribalo I di Cardona
Eribalo di Cardona (seconda metà del X secolo – 1040) fu visconte di Cardona dal 1029 circa e vescovo di Urgell dal 1036 fino alla sua morte.

## Origine
Eribalo, secondo il documento n° 10 del Diplomatari de la vila de Cardona, anys 966-1276, datato 1005, era il figlio secondogenito  del Visconte di Cardona, Raimondo I e della moglie, Enguncia, di cui non si conoscono gli ascendenti.

Raimondo I di Cardona, secondo il documento n° 50 della Colección diplomática de Sant Pere de Casserres. Volumen I, datato 994 era figlio del Visconte di Cardona, Wadaldo II e della moglie, Ermetrude, di cui non si conoscono gli ascendenti.

## Biografia
Di Eribalo I si hanno poche notizie.
Eribalo lo troviamo citato una prima volta, assieme ai genitori Raimondo I e Enguncia, e ai fratelli, Bermondo e Folco (Raimundus vicecomes et coniux mea Enguncia vicecomitissa et filii nostri Bermundus et Eriballus et Fulco) nel documento n° 12 del Diplomatari de la vila de Cardona, anys 966-1276.
Suo padre, Raimondo I, viene citato un'ultima volta in un documento, nel 1010 (Ramon biscompte), nel documento n° 94 della Colección diplomática de Sant Pere de Casserres. Volumen I.
Non si conosce l'anno esatto della morte di suo padre, Raimondo I, che avvenne tra il 1010 ed il 1012, in quanto, nel documento n° 96 del Diplomatari de la vila de Cardona, anys 966-1276, datato 15 luglio 1012, sono citati sua madre, Enguncia e suo fratello primogenito, Bermondo, col titolo di visconte (Enguncia vicechomitissa, Bermundo vicechomite), che lascia presumere che suo fratello, Bermondo, fosse succeduto al padre.
Nel 1026, suo fratello, Bermondo, essendo privo di discendenza, fece testamento a favore della moglie, Ermesinda, dei fratelli, Eribalo e Folco (domna Ermissindi comitissa et fratre meo Eriballo archilevita et Fulco fratre meo) e del fratello Raimondo (Remundo fratre nostro), secondo il documento n° 19 del Diplomatari de la vila de Cardona, anys 966-1276; Eribalo in gioventù aveva seguito una carriera ecclesiastica.
Non si conosce la data esatta della morte di Bermondo, ma si presume che sia morto tra il 1029 e il 1030, in quanto il documento n° 21 del Diplomatari de la vila de Cardona, anys 966-1276, datato 18 aprile 1030, conferma l'esecuzione delle volontà testamentarie da parte della moglie e dei fratelli (Ermessendis comitisse et Eriballus archilevita et Fulco frater suus).
Eribalo succedette a Bermondo, come è confermato nel documento n° 23 del Diplomatari de la vila de Cardona, anys 966-1276, datato 1034, in cui Eribalo viene citato col titolo di visconte assieme ai fratelli, Folco e Raimondo (Eriballus vicecomite et Fulchone et Raymundo fratres eius).
Nell'aprile 1036, Eribalo divenne vescovo di Urgell; infatti ce lo confermano il documento n° 131 del Diplomatari i escrits literaris de l'abat i bisbe Oliba, in cui Eribalo viene citato come vescovo, assieme al fratello Folco e alla madre, Enguncia (Eriballus…episcopus…cum fratre meo Fulchone vicecomite ienetrixque nostra Enguncia vicecomitissa), del 1038 ed il documento n° 31 del Diplomatari de la vila de Cardona, anys 966-1276 (Eriballus…episcopus et Enguncia vicecomitissa), del 1039.
Non si conosce la data esatta della morte di Eribalo, ma si presume che sia morto nel 1040, anno in cui il 23 ottobre aveva fatto una donazione (Heribaldus…Urgellensis episcopus), secondo il documento n° 33 del Diplomatari de la vila de Cardona, anys 966-1276, dopo che il giorno prima aveva fatto testamento, designando come erede il figlio di suo fratello, Folco, Raimondo Folco, come riportato dal documento n° 160 della Colección diplomática de Sant Pere de Casserres. Volumen I.

## Discendenza
Eribalo non si era mai sposato e di lui non si conosce alcuna discendenza.

### Fonti primarie
- (ES)  #ES Diplomatari i escrits literaris de l'abat i bisbe Oliba.